# Vodafone Italia
Vodafone Omnitel N.V. är dotterbolag till Vodafone Group Plc verksamt i Italien med säte i Amsterdam, Nederländerna.
Eftersom företaget huvudsakligen verkar på den italienska marknaden ligger administrations- och förvaltningskontoret i Ivrea (TO). Sedan 2010 har det varit den andra mobiltelefonoperatören i Italien efter antal mobillinjer tack vare sina 29 411 260 aktiva SIM-kort, föregås av TIM och följt av Wind och 3.
Vodafone Italia kontrolleras till 76,86 % av Vodafone Group, och resterande 23,14 % av Verizon Wireless, och erbjuder fasta och mobiltelefontjänster.

## Historia
Omnitel Pronto Italia S.p.A. föddes 1994 från ett avtal mellan Omnitel Sistemi Radiocellulari Italiani S.p.A., grundat den 19 juni 1990 av Olivetti & Co. S.p.A., Lehman Brothers Holdings Inc., Bell Atlantic Corp. och TeliaSonera AB, och Pronto Italia S.p.A.-konsortiet, som består av Zignago Vetro S.p.A.
Efter Vodafones förvärv blev det Vodafone Omnitel S.p.A. den 1 juni 2002, och i december samma år Vodafone Omnitel N.V. genom att flytta det registrerade kontoret till Nederländerna.